# Lieke Schuitmaker
Lieke Schuitmaker (Waalwijk, 6 februari 1976) is een Nederlands politica en bestuurster. Ze is lid van de VVD. Sinds 11 januari 2023 is ze burgemeester van Alphen-Chaam.

## Jeugd, opleiding en loopbaan
Schuitmaker is geboren in Waalwijk, zij verhuisde enkele jaren later naar Sleeuwijk. Ze groeide op in een gezin met een vader, een onderwijzer in het basisonderwijs, een moeder, een verpleegkundige in het ziekenhuis, en een jongere broer en zus. Het gezin is lid van het Open Pastoraat, onderdeel van de Nederlandse Hervormde Kerk in Gorinchem. In 1999 verloor zij haar zus na een schietpartij in Gorinchem.
Zij verhuisde op haar negentiende naar Utrecht en studeerde een jaar aan de Universiteit Utrecht. Daarna studeerde ze Europese studies aan de Universiteit van Amsterdam. Na haar studie was zij tot 2005 werkzaam bij de Europese Culturele Stichting. Daarna was zij tot 2018 werkzaam bij het Europees Parlement en de Europese Commissie.

## Politieke loopbaan
Schuitmaker werd namens de VVD op 15 november 2018 wethouder van Drimmelen nadat wethouder John van Oosterhout vanwege gezondheidsredenen een stapje terug moest doen. Ze stond als nummer twee op de kandidatenlijst van de VVD voor de gemeenteraadsverkiezingen van 2022 en werd op 30 maart 2022 beëdigd als gemeenteraadslid. 
Op 12 mei 2022 werd zij opnieuw wethouder en werd zij ook 1e locoburgemeester van Drimmelen. In haar portefeuille had zij onder andere bouwen, wonen, ruimtelijke ordening en recreatie en toerisme. Op 10 januari 2023 nam zij afscheid als wethouder van Drimmelen.

## Burgemeester van Alphen-Chaam
Schuitmaker werd op 31 oktober 2022 door de gemeenteraad van Alphen-Chaam voorgedragen als nieuwe burgemeester. Ze werd bij koninklijk besluit benoemd met ingang van 11 januari 2023. Op 11 januari dat jaar werd zij ook beëdigd  en geïnstalleerd.
Als burgemeester heeft zij in haar portefeuille openbare orde en veiligheid, algemeen bestuurlijke en juridische zaken, burgerzaken, burger- en overheidsparticipatie / bestuurlijke vernieuwing, representatie en kabinetszaken, vluchtelingenbeleid, communicatie- en mediabeleid, dierenwelzijn, personeelszaken, kunst en cultuur, is zij coördinerend portefeuillehouder Cittaslow en bestuurlijk vertegenwoordiger Brabant Water.

## Persoonlijke levenssfeer
Schuitmaker heeft samen met haar man een zoon en een dochter.